# MiyaGi & Эндшпиль
Miyagi & Эндшпиль — российский хип-хоп-дуэт из города Владикавказ, Северная Осетия, образованный в 2013 году. Коллектив состоит из Азамата Кудзаева (Miyagi) и Сослана Бурнацева (Эндшпиль или Andy Panda).

## Биографии участников

### Miyagi
Азамат Казбекович Кудзаев, известный как Miyagi (иногда стилизуется как MiyaGi), родился 13 декабря 1990 года во Владикавказе. Отец — хирург и руководитель «Центра ортопедии и эстетической хирургии» в Северной Осетии.
На третьем курсе Азамат начал заниматься рэпом. Работал хирургом, но в скором времени бросил и стал заниматься музыкой. Занимается рэпом с 2007 года. В 2007—2013 гг. выступал под псевдонимом Shau, затем сменил его на Miyagi. Свой псевдоним взял в честь мистера Мияги из фильма «Парень-каратист». В 2009 году Азамат вступил в творческое объединение Dope Records, куда также, помимо Эндшпиля, входили Намо Миниган, Shuga, Асаб, SH Kera, группа The GuyS. В августе 2014 года Азамат основал собственный лейбл Asata, куда, помимо него, вошли Намо Миниган и Amigo. За время пребывания в Asata Азамат выпустил клипы на треки «Колибри», «Дом», «Бонни», ставшие успешными на тот момент. 18 мая 2018 года, после долгого перерыва был выпущен сингл «Сонная Лощина». За 2018 год было выпущено ещё 3 сингла: «Captain», «Sorry», «Родная пой» (при уч. KADI). Азамат стал гостем в треке KADI «Colors».
За 2019 год было выпущено несколько синглов: «Fantasy» «Angel», «Bismarck» (при уч. TumaniYO и KADI), «Trenchtown». 21 июня 2019 года вышел дебютный альбом Miyagi Buster Keaton, включивший в себя 12 треков, также в альбоме присутствуют совместные треки с участниками Hajime Records: Andy Panda (Эндшпиль), HLOY, TumaniYO и KADI. 13 сентября 2019 года был выпущен трек под названием «Jamm» (при уч. TumaniYO). 12 декабря 2019 года вышел анимационный клип, посвящённый Бобу Марли, на песню «Trenchtown», продюсером трека выступил Castle. Вместе со Скриптонитом принял участие в треке 104 «НЕ ЖАЛЬ» из альбома «Кино без сигарет».
2 марта 2020 года был выпущен клип на песню «Самурай». 9 марта был перевыпущен трек «Texture» с обновлённым инструменталом. 29 апреля вышел совместный трек с новым резидентом Hajime Records — Ollane — «Touch The Sky».
25 сентября вышел альбом KADI под названием Kopfkino, где Miyagi поучаствовал в треке «Prayers».

### Эндшпиль (Andy Panda)
Сослан Бурнацев, известный как Эндшпиль и Andy Panda, родился 2 октября 1995 года во Владикавказе. В юности играл в футбол за юношескую команду «Спартак» (Владикавказ). Получил образование пищевого технолога, однако работать по специальности не стал. Начал заниматься рэпом в 16 лет.
Свой первый получивший известность псевдоним «Эндшпиль» взял под впечатлением от фильма «Адский эндшпиль». В 2012 году вступил в объединение Dope Records, которое покинул в 2014 году. В том же году выпустил дебютный сольный альбом «Накипь», а через год выпустил второй альбом «Тютелька в тютельку». Также в 2015 году вышел совместный альбом Эндшпиля и владикавказского рэпера SH Kera «Бездельники».
В марте 2018 года, после полугодового перерыва был выпущен сингл «It’s My Life» c участием TumaniYO. Сослан представился с новым псевдонимом Andy Panda, выпустив трек «Intro». За 2018 год было выпущено всего лишь 2 сингла: «Коконъ» и «Брат передал». На второй сингл Сослан выпустил клип на YouTube.
8 марта следующего года исполнитель Dose, работавший на тот момент со Скриптонитом, решил порадовать поклонников совместным треком с Andy Panda под названием «Танцевала». За 2019 год было выпущено несколько синглов: «I Wanna Feel The Love», совместно с Castle; «Billboard», совместно со Скриптонитом, 104, TumaniYO и Miyagi; «Sun», совместно с TumaniYO и Niman; «Замёрз», на который также был выпущен клип, совместно со Скриптонитом. Принял участие в треке «Говори мне» в дебютном сольном альбоме Miyagi.
В 18 октября 2019 года был выпущен первый сингл из мини-альбома, совместно с TumaniYO и Miyagi, под названием «Jumanji». В ноябре вышел новый мини-альбом King Kong, в который вошло 8 песен.
В альбоме также приняли участие Pastor Napas из группы «ОУ74», Змей из «Касты», Miyagi, TumaniYO. Принял непосредственное участие в одном из треков в совместном мини-альбоме Хаски и масло чёрного тмина «У». Через некоторое время после релиза мини-альбома King Kong был выпущен клип на песню «Rude Mantras». Сослан принял участие в альбоме Скриптонита «2004» в треке «Привычка».
Сослан принял участие в совместном альбоме 104 и Saluki «Стыд или слава» в треке «Ангел». Этот альбом был выпущен 30 апреля 2021 года.

## История дуэта

### 2013
Miyagi и Эндшпиль поначалу выступали отдельно, но в 2013 году вышел совместный альбом Эндшпиля, Намо Минигана и Miyagi под названием «ЭNaMi». Также за время пребывания обоих артистов в Dope Records были выпущены их совместные песни: «Ма Джа» (при уч. SH Kera), «Шуба-дуба» (при уч. SH Kera и Намо Минигана), «Некуда идти» (при уч. Асаба), «Клевета» (при уч. Асаба и Намо Минигана).

### 2015
Азамат решил создать дуэт с Сосланом в 2015 году. Мало кто знает, но одной из первых работ ребят стал трек «За идею», выпущенный 24 сентября. Следующей работой дуэта стал успешный сингл «Санавабич», который был выпущен вместе с клипом 29 октября. По словам самого Сослана, этот сингл и является отправной точкой его совместной карьеры с Азаматом.
В этом же году дуэт записал совместный трек с Элджеем - «Музыка». Также была выпущена песня «Релизы» с участником группы «Каспийский груз» Анаром Зейналовым (ВесЪ).

### 2016
В 2016 году было выпущено 2 альбома Hajime pt.1 и Hajime pt.2, а также 7 синглов: «Рапапам», «В последний раз», «Кайф», «Нутро», «#ТАМАДА», «Моя банда», совместно с МанТана и «I Got Love» с Рем Диггой.

#### Hajime, pt.1
Miyagi и Эндшпиль весной 2016 года выпустили первый альбом Hajime, состоящий из восьми песен. Hajime (с яп. 初め) означает «начало» или «вступление» и традиционно используется для объявления начала поединка в каратэ, дзюдо, айкидо и т. д.

#### Hajime, pt.2
Осенью этого же года, вышла вторая часть, в которую вошло тоже восемь треков.

### 2017
В июне 2017 года вышел клип на песню «I Got Love», которая входит в альбом Hajime, pt. 2, и тем самым стал самым популярным клипом в России и в странах СНГ, набрав на конец декабря 2024 года более 1 млрд просмотров на YouTube.
В начале апреля 2017 года дуэт выпускает новый клип на песню «Райзап» из грядущего альбома «Умшакалака». После премьеры клипа «I Got Love», Азамат и Сослан выпустили третий полноформатный альбом «Умшакалака» с участием одного из первых рэперов Северной Осетии Романа Цопанова под сценическим псевдонимом Amigo.
В 2017 году также было выпущено 5 синглов: совместный трек «Pappahapa» со Старым Гномом и группой ОУ74, «No Reason» c казахстанским исполнителем Truwer, «Именно та» и «DLBM» с участием музыкального продюсера Nerak и «When I Win». В 2017 году был выпущен совместный сингл с Типси Типом «Красота».
Песня «Половина моя» вошла в топ-30 самых прослушиваемых композиций сайта ВКонтакте за 2017 год.

### 2018
Альбомы Hajime, Pt. 1 и Hajime, Pt. 2, а также сингл «I Got Love» стали мультиплатиновыми. Обе пластинки получили 4-кратный платиновый статус (более 80 тыс. проданных копий). Продажи сингла «I Got Love» превысили отметку в 600 тыс. копий, что приравнивается к 6 платиновым дискам.
14 августа 2018 года вышел саундтрек «Hustle» к документальному фильму «Charisma» и совместный трек с TumaniYO «Dance Up». А через пару месяцев вышел совместный трек с Рем Диггой «Untouchable».

#### Hajime, pt.3
13 июля 2018 года, после полугодового перерыва, был выпущен промоутер-сингл «Дама». Он вошёл в новый альбом Hajime, Pt. 3, который является завершением трилогии Hajime и состоит из десяти песен. Релиз состоялся 20 июля 2018 года. Через 10 дней был выпущен бонус-сингл нового альбома «In Love» с участием KADI.

### 2019
С 2019 года Сослан сменил псевдоним на Andy Panda, и дуэт стал называться «Miyagi & Andy Panda».
За 2019 год было выпущено несколько синглов: совместный трек с американским исполнителем из Лос-Анджелеса Moeazy «Freedom», «Freeman», на который позже был выпущен клип, «Force», совместно с TumaniYO, «Get Up», «При своём (2017)».

### 2020
13 января 2020 года продюсер, которому Miyagi & Andy Panda доверили переделать инструментал на их официально не вышедший совместный сингл с нью-йоркской певицей Azealia Banks, выставил песню под вымышленным названием «Shar Iz Ognya» (Fireball) в сеть. Тем временем, Azealia Banks сообщила: «В сентябре 2019 года мы планировали выпустить эту музыкальную дорожку без релиза на платных площадках, из-за того, что „сэмпл“ одной из песен исполнителя под именем Kid Cudi, который был использован в инструментале нашего трека, был однако и отклонён автором на наш запрос для его использования».
14 февраля 2020 года у дуэта вышел сингл под названием «Kosandra».
1 мая вышел трек под названием «Brooklyn», совместно с TumaniYO. Также на него Азамат и Сослан выпустили клип. Этим треком владикавказский дуэт отдали дань уважения легендарному хип-хоп исполнителю The Notorious B.I.G.
27 ноября 2020 года Miyagi и Andy Panda выпустили сингл «Не жалея».
25 декабря 2020 года Miyagi и Andy Panda выпустили сингл «All the Time».

#### Yamakasi
5 марта 2020 года был анонсирован новый альбом дуэта под названием Yamakasi, связанный с благотворительным туром «Arnella’s Tour» по некоторым городам Европы с целью собрать деньги на лечение тяжелобольной Арнеллы Персаевой, но из-за пандемии коронавируса тур пришлось приостановить. Дуэт запустил акцию «#YAMAKASICHALLENGE», чтобы собрать 50 млн рублей на лечение.
3 апреля 2020 года у дуэта вышел первый сингл из альбома Yamakasi под названием «Utopia».
10 апреля 2020 вышел второй сингл из альбома Yamakasi — «Мало нам».
21 мая завершился сбор средств на лечение Арнеллы.
17 июля владикавказский дуэт выпустили пятый студийный альбом Yamakasi, который состоит из 9 песен. Также он является первым альбомом, записанным без участия приглашённых исполнителей.
3 августа был выпущен клип на песню «Там ревели горы». 10 августа выпустили клип на песню «Minor». 17 августа вышло муд-видео на трек «Мало нам». 13 ноября выпустили клип на трек «Yamakasi»

### 2021
2 апреля 2021 года вышел сингл «Патрон».
21 мая дуэт принял участие в песне Ollane «Where Are You».
4 июня вышел совместный трек с TumaniYO «Оттепель».
15 октября вышел трек с новичком Hajime — Mav-d «Темнота».
19 ноября также с участием Mav-d дуэт выпустил трек «Marmalade».

### 2022
7 января 2022 года вышла песня «Буревестник».
После этого дуэт взял девятимесячный перерыв в творчестве, что последний раз было лишь в 2017 году. События 2022 года не могли обойти стороной артистов. Они взяли паузу и на один из вопросов фанатов о том, когда им ждать концертов и новых песен был дан такой ответ: «Неудобно устраивать пир во время чумы, всему свое время» — сказал Miyagi. Также и его мать — Белла Кудзаева — в интервью говорила про сына «А сейчас, когда ему говорят про концерт, то какие концерты? Сейчас люди погибают! Какие концерты..?»
16 ноября, спустя почти полтора года, вышел клип на трек «Патрон». 'Клип о насилии снимал Игорь Клепнев — и это ещё одна его зрелищная работа'.
25 ноября вышла совместная песня Эндшпиля и Ollane — «Приятная».

#### Hattori
16 октября во всех соцсетях Hajime был анонсирован грядущий альбом Hattori. 21 октября в сети появился 5 минутный тизер предстоящего альбома от дуэта.
28 октября вышел мини-альбом Hattori, который состоит из 6 песен. Название отсылает к легендарному японскому самураю времён Сэнгоку — Хаттори Хандзо. Исполнителем указан старый псевдоним Сослана — Эндшпиль, хотя последние четыре года тот выступал как Andy Panda. На обложке альбома изображена цуба катаны Хаттори Хандзо, левая сторона которой украшена драконом из тизера, а правая — стилизована под микросхемы.
Альбом занял 6 место в рейтинге топ-50 отечественных альбомов хип-хоп-портала The Flow. 'Немногословные владикавказцы за те годы, что мы их знаем, создали свой узнаваемый бренд из фирменного сочетания рэпа и регги, обзавелись ценной для их аудитории репутацией правильных и не бросающих слов на ветер людей, плюс, невероятно выросли в плане визуальной эстетики — и к 2022-му году пришли в статусе знаковых фигур в индустрии. Они — точно лидеры мнений, но, вот парадокс, максимально непубличные. В застелившем всё тумане они таки остались немногословными и в середине осени принесли своим людям лаконичную подборку новых невеселых песен (которая заканчивает этот год на верхних местах альбомных чартов). «Hattori» кажется мрачным — но он помогает идти через мрак. Не в традиции Miyagi & Эндшпиль писать треки на злобу дня, но в традиции регги — призывать к миру. Так и тут: «Hattori» советует слушателю выбирать сторону света и просит время не делать из него демона. А если это не так однозначно, то есть и такая строка: «Я солдат, что в лазарете снова рисовал слова, / Разрезая портупею, проклинал эту войну, / И за похабную идею, здесь готовы утонуть».
1 ноября 2022 года вышел клип Miyagi & Эндшпиль на песню «Silhouette», снятый в горах Осетии. В нём принял участие российский борец и рестлер Виктор Зангиев.

### 2023
С началом этого года артисты творческого объединения Hajime стали выпускать треки чаще, чем делали это за прошлый год. Активный выпуск треков с конца 2022 и в начале 2023 года демонстрирует Эндшпиль.
20 января вышел трек Эндшпиль feat. HLOY — «Капканы».
3 марта состоялась премьера Эндшпиль feat. TumaniYO — «Туда».
14 апреля 2023 года состоялся релиз новой песни дуэта Miyagi & Эндшпиль «По полям».
28 апреля состоялся релиз альбома участника Hajime — Castle. В нём приняли участие Miyagi на песне «Fade» и Эндшпиль на треке «Control».
26 мая вышел трек «Сон» Эндшпиль feat. HLOY, Mav-d).
30 июня состоялась премьера Эндшпиль feat. TumaniYO — «WAKE UP».
14 июля выходит второй трек дуэта Miyagi & Эндшпиль «Bounty».
25 августа состоялась премьера сборника Эндшпиль — Old Days (Hits Collection). В компиляцию вошли избранные композиции. В трек-листе 9 песен, большая часть которых ранее не издавалась на стриминговых платформах.
3 ноября выходит трек Эндшпиля, TumaniYO и Mav-d — Заметка
24 ноября состоялась премьера трека "Разбалованная", который Эндшпиль записал со Скриптонитом. Позже в соцсетях Сослан сообщил, что это последний трек в 2023, при этом попросил слушателей набраться терпения и немного подождать, намекая, что их ждет что-то интересное.

### 2024

#### Narrative
9 января 2024 года вышел тизер нового концептуального альбома Narrative, состоящего из 9 песен, который вышел 12 января.
Shanti
4 октября 2024 года вышел дебютный студийный альбом у участника лейбла - Mav-d, состоящих из 10 треков. На альбоме приняли участие HLOY, TumaniYO, Miyagi & Эндшпиль (последние записали по отдельному треку с Mav-d "Странник" ft. Эндшпиль, "Наедине" ft. Miyagi  и совместный трек "Мосты". Позднее, 7 октября 2024 года, вышел клип на один из треков с альбома - "Сказка"

## Hajime Records
В 2017 году дуэт создал свой собственный лейбл Hajime Records.
28 сентября 2018 года TumaniYO выпустил свой дебютный альбом FOG#ONE, состоящий из 12 песен.
23 декабря 2019 года Castle выпустил свой мини-альбом Lights.
25 сентября 2020 года KADI представил дебютный студийный альбом Kopfkino". В качестве гостей в альбоме выступили Castle, Moeazy, Miyagi, TumaniYO, HLOY и Dalliance.
11 декабря 2020 года 21-летний Ollane (Алан Макиев) выпустил свой дебютный альбом. Все песни на английском языке.
18 августа 2021 года на официальных страницах творческого объединения появилась новость, что ряды Hajime пополнит новый артист под ником Mav-d. 20 августа у Mav-d вышел дебютный трек «Somebody» в качестве участника Hajime.
28 апреля 2023 года состоялся релиз альбома участника Hajime — Castle. В нём приняли участие Miyagi на песне «Fade» и Эндшпиль на треке «Control».
15 марта 2024 года TumaniYO выпустил второй альбом — «Contrast», состоящий из 9 треков, в котором также принимали участие Miyagi, Эндшпиль и Ollane.
3 мая 2024 года вышел альбом HLOY «LEVITATE», состоящий из 9 треков, в котором принимали участие Miyagi & Эндшпиль на песне "TWD"; Эндшпиль на треке "One smile" и TumaniYO на треках "4real" и "Good day".
3 июня 2024 года вышел EP Ollane — «Notes», состоящий из 6 треков.
4 октября вышел дебютный в составе Hajime альбом Mav-d "SHANTI". Miyagi и Эндшпиль приняли участие в релизе в треках: "Мосты" (Miyagi и Эндшпиль), "Странник" (Эндшпиль), "Наедине" (Miyagi). Также на релизе поучаствовали другие участники Hajime - HLOY и TumaniYO на треке "Рассвет".

## Личная жизнь
В 2017 году у Miyagi случилась трагедия, и участники группы сообщили, что на неопределённый срок прекращают концертную и творческую деятельность. Дуэт сообщил о возвращении в творческую деятельность после девятимесячного перерыва. 14 августа 2018 года состоялась премьера короткометражного документального фильма «Charisma», режиссёром которого является Айсултан Сеитов. Проживают во Владикавказе.

### Miyagi
7 сентября 2017 года полуторагодовалый сын Азамата погиб в результате падения из окна квартиры на девятом этаже. 
У Азамата и его жены Илоны Тускаевой на 2024 год двое детей — дочь Самира и сын Зерат.

### Эндшпиль
Сослан Бурнацев женат и имеет детей, но семейную жизнь не афиширует.

## Дискография

### Альбомы дуэта
- 2013 — ЭNaMi (совместно с Namo Minigan)
- 2016 — Hajime, pt. 1
- 2016 — Hajime, pt. 2
- 2017 — «Умшакалака» (совместно с Amigo)
- 2018 — Hajime, pt. 3
- 2020 — Yamakasi
- 2022 — Hattori
- 2024 — Narrative
- 2024 — Euphoria EP (совместно с Mav-d)

### Альбомы Эндшпиль
- 2014 — Накипь
- 2015 — Тютелька в Тютельку
- 2019 — King Kong
- 2023 — Old Days (Hits Collection)

### Альбомы Miyagi
- 2019 — Buster Keaton

### Синглы
| Название                                | Год  | Основной артист                                         | Приглашенный артист               |
| --------------------------------------- | ---- | ------------------------------------------------------- | --------------------------------- |
| «Странник»                              |      | Mav-d                                                   | Эндшпиль                          |
| «Мосты»                                 |      | Mav-d                                                   | Miyagi & Эндшпиль                 |
| «Наедине»                               |      | Mav-d                                                   | Miyagi                            |
| «Mi Amor»                               | 2024 | Эндшпиль                                                | Ollane                            |
| «Music is love»                         | 2024 | Miyagi                                                  | Mav-d, Ollane                     |
| «RudeBoys»                              | 2024 | Miyagi & Эндшпиль                                       |                                   |
| «Путеводная»                            | 2024 | Miyagi & Эндшпиль                                       |                                   |
| «Наполняй»                              | 2024 | TumaniYO                                                | Miyagi                            |
| «One smile»                             | 2024 | HLOY                                                    | Эндшпиль                          |
| «TWD»                                   | 2024 | HLOY                                                    | Miyagi & Эндшпиль                 |
| «Омут»                                  | 2024 | TumaniYO                                                | Miyagi                            |
| «Tandem»                                | 2024 | TumaniYO                                                | Miyagi & Эндшпиль                 |
| «Bounty»                                | 2023 | Miyagi & Эндшпиль                                       |                                   |
| «Сон»                                   | 2023 | Эндшпиль                                                | HLOY, Mav-d                       |
| «Control»                               | 2023 | Castle                                                  | Эндшпиль                          |
| «Fade»                                  | 2023 | Castle                                                  | Miyagi                            |
| «По полям»                              | 2023 | Miyagi & Эндшпиль                                       |                                   |
| «Туда»                                  | 2023 | Эндшпиль                                                | TumaniYO                          |
| «Капканы»                               | 2023 | Эндшпиль                                                | HLOY                              |
| «Приятная»                              | 2022 | Эндшпиль                                                | Ollane                            |
| «На уверенном»                          | 2022 | GaoDagamo, Nesvyat                                      | Miyagi                            |
| «Буревестник»                           | 2022 | Miyagi & Andy Panda                                     |                                   |
| Saloon                                  | 2022 | Miyagi & Эндшпиль                                       | Miyagi & Эндшпиль                 |
| «Marmalade»                             | 2021 | Miyagi & Andy Panda                                     | Mav-D                             |
| «Темнота»                               | 2021 | Mav-D                                                   | Miyagi & Andy Panda               |
| «Подруга»                               | 2021 | Andro                                                   | Andy Panda                        |
| «Flow»                                  | 2021 | Ѕимптом                                                 | Andy Panda, TumaniYO              |
| «Оттепель»                              | 2021 | Miyagi & Andy Panda                                     | TumaniYO                          |
| «Where Are You»                         | 2021 | Ollane                                                  | Miyagi & Andy Panda               |
| «Ангел»                                 | 2021 | Saluki & 104                                            | Andy Panda                        |
| «Патрон»                                | 2021 | Miyagi & Andy Panda                                     |                                   |
| «Стать легендой»                        | 2021 | Miyagi & Andy Panda (официального релиза песни не было) | Типси Тип                         |
| «All the Time»                          | 2020 | Miyagi & Andy Panda                                     |                                   |
| «Не жалея»                              | 2020 | Miyagi & Andy Panda                                     |                                   |
| «Prayers»                               | 2020 | KADI                                                    | Miyagi                            |
| «Brooklyn»                              | 2020 | Miyagi & Andy Panda                                     | TumaniYO                          |
| «Touch The Sky»                         | 2020 | Ollane                                                  | Miyagi                            |
| «Texture» (Remastered)                  | 2020 | Miyagi                                                  |                                   |
| «Не жаль»                               | 2020 | 104                                                     | Miyagi, Скриптонит                |
| «Kosandra»                              | 2020 | Miyagi & Andy Panda                                     |                                   |
| «Шар из огня»                           | 2020 | Miyagi & Andy Panda (официального релиза песни не было) | Azealia Banks                     |
| «Привычка»                              | 2019 | Скриптонит                                              | Andy Panda, 104                   |
| «Track 03»                              | 2019 | Хаски, масло чёрного тмина                              | Andy Panda                        |
| «Jamm»                                  | 2019 | Miyagi                                                  | TumaniYO                          |
| «Замёрз»                                | 2019 | Скриптонит                                              | Andy Panda                        |
| «Sun»                                   | 2019 | Andy Panda                                              | TumaniYO, Niman                   |
| «При Своём (2017)»                      | 2019 | Miyagi & Andy Panda                                     |                                   |
| «Trenchtown»                            | 2019 | Miyagi                                                  |                                   |
| «Get Up»                                | 2019 | Miyagi & Andy Panda                                     |                                   |
| «Billboard»                             | 2019 | Andy Panda                                              | Скриптонит, 104, TumaniYO, Miyagi |
| «Angel»                                 | 2019 | Miyagi                                                  |                                   |
| «I Wanna Feel The Love»                 | 2019 | Castle                                                  | Andy Panda                        |
| «Force»                                 | 2019 | Miyagi & Andy Panda                                     | TumaniYO                          |
| «Танцевала»                             | 2019 | Dose                                                    | Andy Panda                        |
| «Любовь»                                | 2019 | Andy Panda (официального релиза песни не было)          | TumaniYO                          |
| «Freeman»                               | 2019 | Miyagi & Andy Panda                                     |                                   |
| «Freedom»                               | 2019 | Miyagi & Andy Panda                                     | Moeazy                            |
| «Fantasy»                               | 2019 | Miyagi                                                  |                                   |
| «Colors»                                | 2018 | KADI                                                    | Miyagi                            |
| «Брат передал»                          | 2018 | Andy Panda                                              |                                   |
| «Веру не дам»                           | 2018 | Рем Дигга                                               | Miyagi & Эндшпиль                 |
| «Бадаландабад»                          | 2018 | Рем Дигга                                               | Miyagi                            |
| «Untouchable»                           | 2018 | Рем Дигга                                               | Miyagi & Эндшпиль                 |
| «Родная пой»                            | 2018 | Miyagi                                                  | KADI                              |
| «Dance Up»                              | 2018 | TumaniYO                                                | Miyagi & Эндшпиль                 |
| «Коконъ»                                | 2018 | Andy Panda                                              |                                   |
| «Hustle»                                | 2018 | Miyagi & Andy Panda                                     |                                   |
| «Intro»                                 | 2018 | Andy Panda                                              |                                   |
| «In Love» (Bonus Track Hajime Part lll) | 2018 | Miyagi & Эндшпиль                                       | KADI                              |
| «Captain»                               | 2018 | Miyagi                                                  |                                   |
| «Сонная Лощина»                         | 2018 | Miyagi                                                  |                                   |
| «It`s My Life»                          | 2018 | Эндшпиль                                                | TumaniYO                          |
| «Sunshine»                              | 2017 | Miyagi                                                  |                                   |
| «No Reason»                             | 2017 | Miyagi & Эндшпиль                                       | Truwer                            |
| «Chillim»                               | 2017 | Miyagi & Эндшпиль                                       |                                   |
| «#DLBM»                                 | 2017 | Miyagi & Эндшпиль                                       | Nerak                             |
| «Именно та»                             | 2017 | Miyagi & Эндшпиль                                       | Nerak                             |
| «When I Win»                            | 2017 | Miyagi & Эндшпиль                                       |                                   |
| «Pappahapa»                             | 2017 | ОУ74, Старый Гном                                       | Miyagi & Эндшпиль                 |
| «Дизлайк»                               | 2017 | Miyagi                                                  |                                   |
| «Красота»                               | 2017 |                                                         | Типси Тип                         |
| «Руки в облака»                         | 2017 | Miyagi & Эндшпиль                                       | Восточный Округ                   |
| «Моя Банда»                             | 2016 | Miyagi & Эндшпиль                                       | МанТана                           |
| «I Got Love»                            | 2016 | Miyagi & Эндшпиль                                       | Рем Дигга                         |
| «#ТАМАДА»                               | 2016 | Miyagi & Эндшпиль                                       |                                   |
| «Нутро»                                 | 2016 | Miyagi & Эндшпиль                                       |                                   |
| «Кайф»                                  | 2016 | Miyagi & Эндшпиль                                       |                                   |
| «За идею»                               | 2016 | Miyagi & Эндшпиль                                       |                                   |
| «В последний раз»                       | 2016 | Miyagi & Эндшпиль                                       |                                   |
| «Рапапам»                               | 2016 | Miyagi & Эндшпиль                                       | 9 Грамм                           |
| «Музыка»                                | 2015 | Элджей                                                  | Miyagi & Эндшпиль                 |
| «Релизы»                                | 2015 | ВесЪ (Каспийский Груз)                                  | Miyagi & Эндшпиль                 |

## Видеография

### Видеоклипы дуэта
| Название | Название                       | Режиссёр                        | Альбом        |
| -------- | ------------------------------ | ------------------------------- | ------------- |
| 2022     | «Патрон»                       | Игорь Клепнев                   | Патрон        |
| 2022     | «Silhouette»                   | Игорь Клепнев                   | Hattori       |
| 2020     | «Yamakasi»                     | Игорь Тарасов                   | Yamakasi      |
| 2020     | «Мало Нам» (Mood Video)        | Георгий Тарасов                 | Yamakasi      |
| 2020     | «Minor» (Mood Video)           | Георгий Тарасов                 | Yamakasi      |
| 2020     | «Там Ревели Горы» (Mood Video) | Георгий Тарасов                 | Yamakasi      |
| 2020     | «Brooklyn»                     | Игорь Клепнев                   | Brooklyn      |
| 2020     | «Samurai»                      | Ян Боханович                    | Buster Keaton |
| 2019     | «Trenchtown»                   | Шахназар Борбоев                | Trenchtown    |
| 2019     | «Rude Mantras»                 | Медет Шаяхметов                 | King Kong     |
| 2019     | «Freeman»                      | Азамат Кудзаев, Сослан Бурнацев | Freeman       |
| 2019     | «Замёрз»                       | Адиль Жалелов                   | Замёрз        |
| 2018     | «Брат передал»                 | Yan Bokhanovich (by Yanchi)     | Брат передал  |
| 2017     | «I Got Love»                   | Айсултан Сеитов                 | Hajime, pt.2  |
| 2017     | «Райзап»                       | Алексей Ломов                   | Умшакалака    |
| 2016     | «Двигайся»                     | Сослан Кабисов                  | Hajime, pt.2  |
| 2016     | «Бошка»                        |                                 | Hajime, pt.2  |
| 2016     | «Hajime»                       |                                 | Hajime, pt.1  |
| 2015     | «Санавабич»                    | Павел Энжи                      | Hajime, pt.1  |

## Фильмография
- 2018 — Charisma (Документальный фильм)
- 2019 — BEEF: Русский хип-хоп

## Награды и номинации
| Год  | Премия    | Номинация     | Результат | Ист.   |
| ---- | --------- | ------------- | --------- | ------ |
| 2022 | VK Музыка | «Группа года» | Победа    | [ 35 ] |
| 2023 | VK Музыка | «Группа года» | Победа    | [ 36 ] |